# Ernst von Bayern (1554–1612)

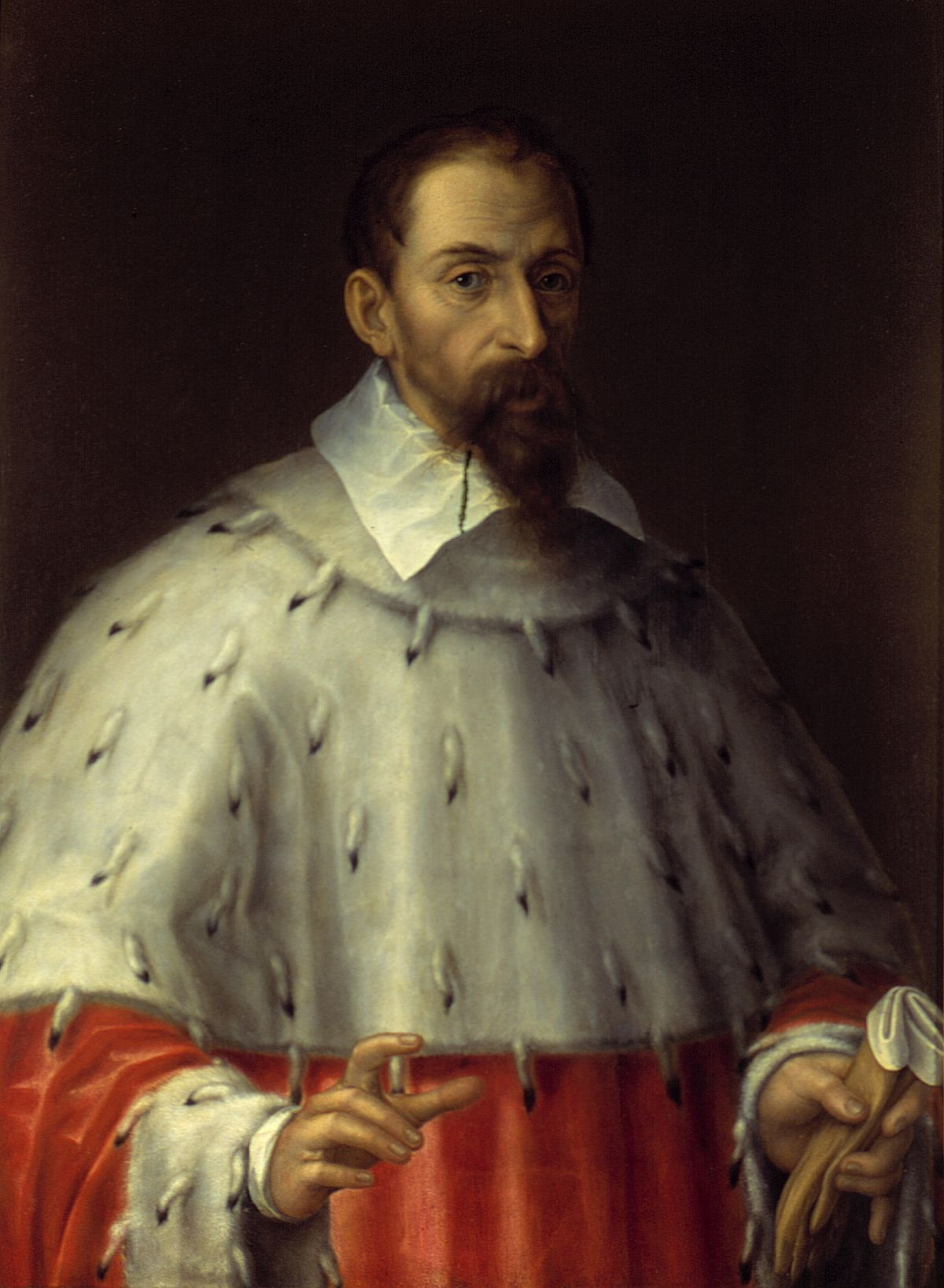
Ernst von Bayern, Porträt von Hans Werl, um 1601; Bayerische Staatsgemäldesammlungen

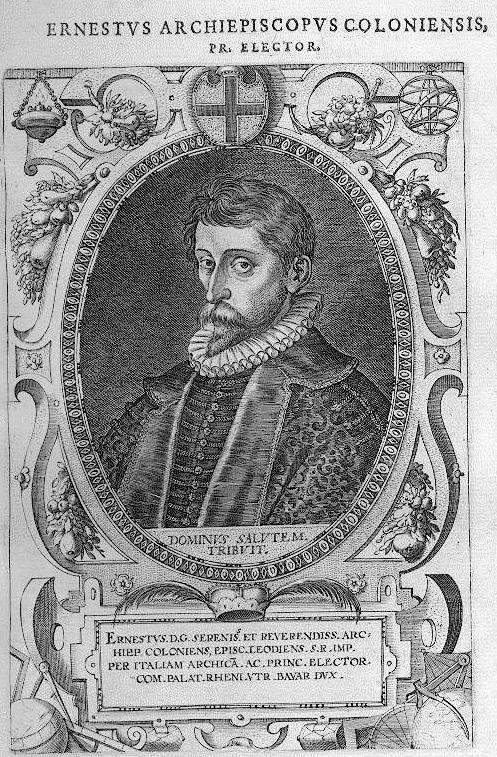
Ernst von Bayern, Porträt von Dominicus Custos, um 1600–1602

Ernst von Bayern (* 17. Dezember 1554 in München; † 17. Februar 1612 in Arnsberg, Westfalen) war Fürstbischof von Freising, Hildesheim, Lüttich, Münster, Fürstabt der Reichsabtei Stablo-Malmedy und von 1583 bis 1612 Kurfürst und Erzbischof von Köln.

## Herkunft und Ausbildung
Ernst war der jüngste Sohn von Herzog Albrecht V. von Bayern und dessen Frau Anna von Österreich. Letztere war eine Tochter von Kaiser Ferdinand I. Der Bruder war Herzog Wilhelm V. von Bayern. Einer der Neffen war Ferdinand von Bayern.
Ernst war als nachgeborener Sohn früh für den geistlichen Stand vorgesehen. Seine theologische und humanistische Ausbildung erhielt er von den Jesuiten in Ingolstadt und Rom.

## Aufstieg

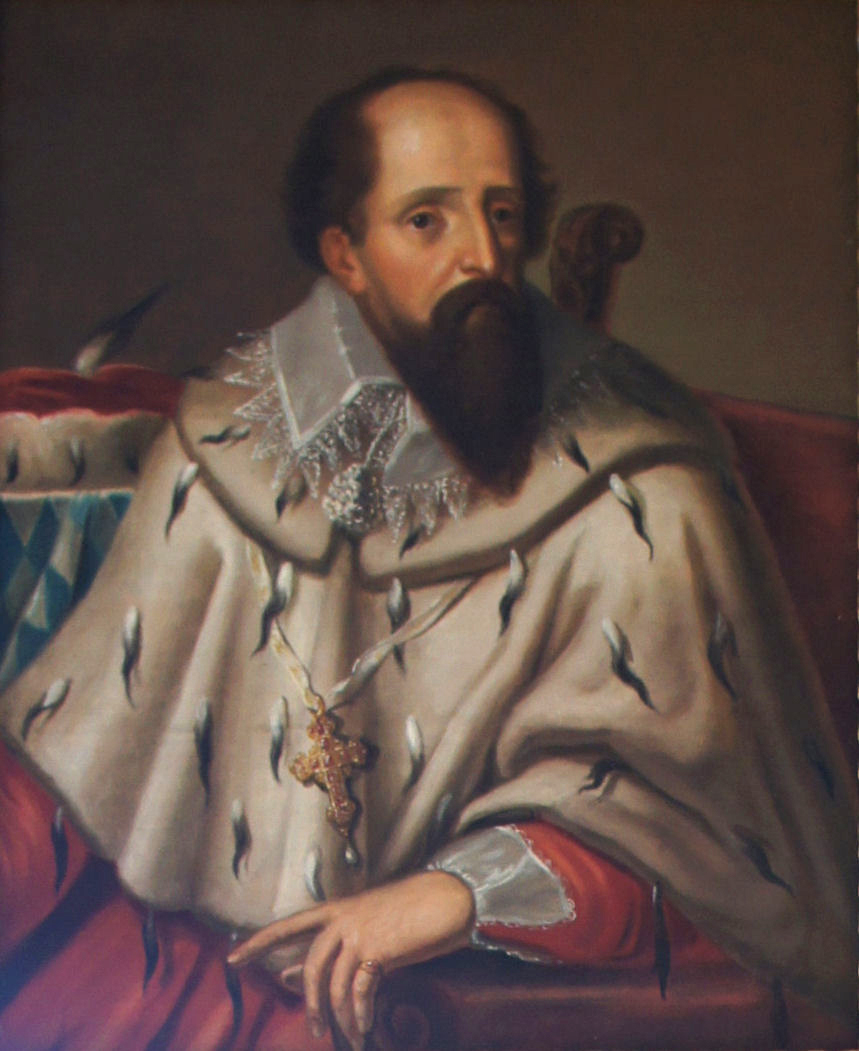
Ernst von Bayern auf einem Gemälde im Fürstengang Freising

Er wurde am 18. Oktober 1566 zum Bischof von Freising gewählt.
Obwohl es in seiner Jugend Skandale gab, galt er im katholischen Lager als geeignet, um sich dem Vordringen des Protestantismus entgegenzustellen, den katholischen Einfluss in den Gremien des Heiligen Römischen Reiches zu sichern und zu stärken. Daneben ging es dem Haus Wittelsbach auch darum, die eigene Macht auszubauen. Die erste Möglichkeit ergab sich im Hochstift Hildesheim, das bereits in der Folge der Reformation stark verkleinert worden war und dessen Bestand von den umliegenden protestantischen Fürsten bedroht war. Dem Domkapitel erschien es 1573 angeraten, zur Bewahrung der eigenen Position mit Ernst einen Angehörigen aus einem mächtigen katholischen Fürstenhaus zum Bischof von Hildesheim zu wählen.
Zentral für die Stärkung des Wittelsbacher Einflusses im Nordwesten des Reiches war die Position des Erzbischofs von Köln. Bereits 1577 sollte Ernst unterstützt von Kaiser und Papst Nachfolger des Kölner Erzbischofs Salentin von Isenburg werden, doch verlor er die Wahl gegen Gebhard I. von Waldburg. Im selben Jahr wurde er zum Priester geweiht. 1581 wurde er zum Fürstbischof von Lüttich gewählt. Kurz darauf wurde er auch Administrator der Reichsabtei Stablo-Malmedy.

## Erzbischof von Köln
Gebhard I. von Waldburg heiratete, trat zum Protestantismus über und versuchte das Erzstift Köln in ein weltliches Fürstentum umzuwandeln. Gebhard hatte einen Waffengang gewagt, besetzte im November 1582 die Residenz Bonn und gab für das Erzstift die protestantische Religion frei. (Siehe dazu auch Bonner Belagerungsmünzen von 1583). Ein Erfolg hätte die Balance zwischen den Konfessionen nach der Beruhigung durch den Augsburger Religionsfrieden zu Lasten des Katholizismus stark verändert. Ganz Nordwestdeutschland drohte in der Folge protestantisch zu werden. Gebhard wurde vom Papst und vom Kaiser abgesetzt und die Mehrheit des Domkapitels, das gegen die Politik des Kurfürsten Widerstand geleistet hatte, wählte am 22. Mai 1583 Ernst von Bayern zum Erzbischof von Köln. Unterstützt wurde die Wahl des Domkapitels von kaiserlicher, spanischer und päpstlicher Seite. Ernst wurde auch unmittelbar nach der Wahl vom Papst bestätigt, obwohl das Konzil von Trient eine derartige Ämterhäufung strikt untersagt hatte.
Mit der Hilfe bayerischer und spanischer Truppen wurde in harten Kämpfen während des Kurkölnischen oder Truchsessischen Krieges Gebhard I. von Waldburg aus dem Erzstift Köln und später aus dem Herzogtum Westfalen vertrieben. Für das Haus Wittelsbach bedeutete der Erfolg einen erheblichen Bedeutungszuwachs, wurden doch im Kurfürstentum Köln in den folgenden fast 200 Jahren nur bayerische Prinzen gewählt.

## Positionsausbau

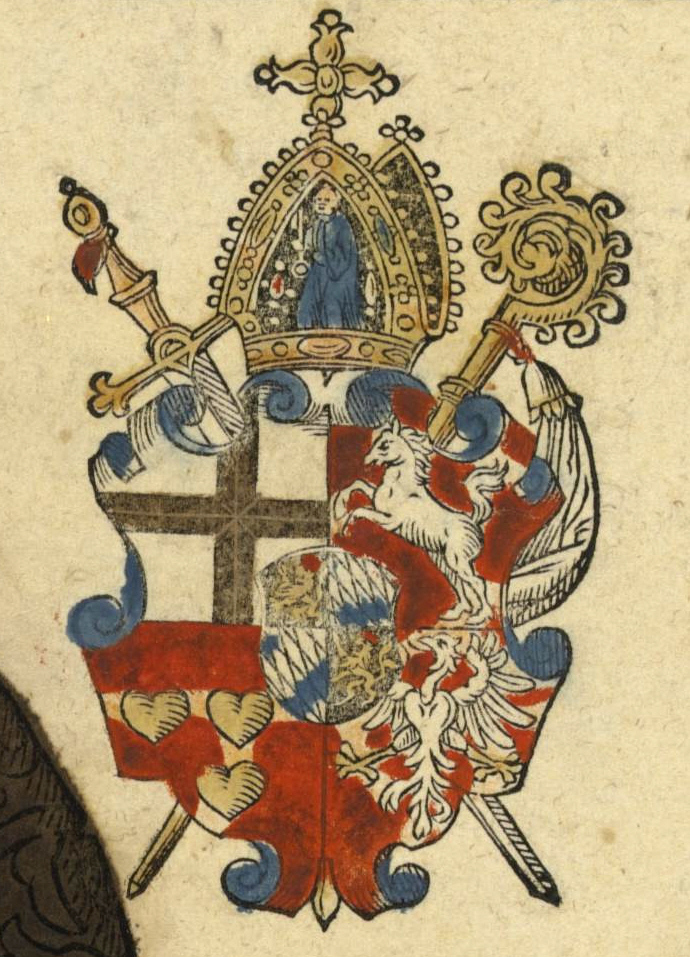
Wappen des Erzbischofs Ernst

1584 wurde er noch zum Bischof von Münster gewählt. Ernst arrondierte seinen Einflussbereich, indem er dafür sorgte, dass Johann Wilhelm von Jülich-Kleve-Berg, der Sohn des konfessionell schwankenden Wilhelm des Reichen, mit seiner in München katholisch aufgezogenen Cousine Jakobe von Baden verheiratet wurde.
Er war nun in Personalunion Bischof von Freising, Hildesheim, Lüttich und Münster sowie Erzbischof von Köln. Insbesondere im kurrheinischen und im niederrheinisch-westfälischen Reichskreis wurden weite Teile von ihm beherrscht. Wenn auch nicht ausgeführt, plante er sogar eine engere Verbindung der einzelnen Territorien miteinander. Man bezeichnete ihn daher auch als die Schutzmacht des Katholizismus im Nordwesten des Reiches.

## Politik
Politisch stand er fest auf kaiserlicher und spanischer Seite. Auch im Reich unterstützte er die katholische Sache. An seiner katholischen Haltung konnte kein Zweifel bestehen, obwohl er persönlich an religiösen Dingen wenig interessiert war.
In seinen Territorien bekämpfte er den Protestantismus scharf. Nur im Hochstift Lüttich war die Religionspolitik weniger streng. Er förderte die Niederlassung von Jesuiten und anderer Orden. Jesuiten siedelten sich unter anderem in Emmerich, Bonn, Neuss, Aachen, Hildesheim und Münster an. In Münster etwa wurde ihnen 1588 die alte Domschule übertragen. Aufgrund einer schon von seinen Vorgängern eingeleiteten Visitation des dortigen Bistums trieb er die Reformen voran, mit deren Durchsetzung er u. a. den Offizial Everwin von Droste zu Hülshoff beauftragte. Als gegen seine Landeshoheit 1606 die damals gemischt-konfessionelle Stadt Münster unter Bernhard II. von Droste zu Hülshoff den Reichshofrat anrief, setzte er diese ebenfalls durch. Er holte auch die Kapuziner an den Rhein. Auch die Gründung von Priesterseminaren etwa in Lüttich fand seine Unterstützung. In Köln wurde 1584 eine ständige päpstliche Nuntiatur eingerichtet. Diese war einer der Motoren der Gegenreformation im Rheinland. Im Herzogtum Westfalen begann die Gegenreformation allerdings erst unter seinem Nachfolger. Er hat 1604 auch aus finanziellen Interessen dazu beigetragen, die Frankfurter Rabbinerversammlung von 1603 als Rabbinerverschwörung zu diffamieren.
Innenpolitisch hat er im Sinne des Absolutismus versucht, den Einfluss der Landstände zurückzudrängen. Allerdings musste er 1590 für das Erzstift wie auch für das Herzogtum Westfalen die Erblandesvereinigung von 1463 bestätigen, die die kurfürstliche Macht beschränkte. Im Jahr 1595 erließ er für die rheinischen und westfälischen Besitzungen eine umfassende Polizeiordnung. Auch eine Medizinalordnung als Folge einer Pestepidemie wurde 1606 erlassen. Im Jahr 1593 erfolgte eine Erneuerung der geistlichen Offizilatgerichtsordnung. Zu seinem Ruf als Freund des Montanwesens trug bei, dass er den Bergbau etwa im Herzogtum Westfalen förderte.

## Charakter und Privatleben

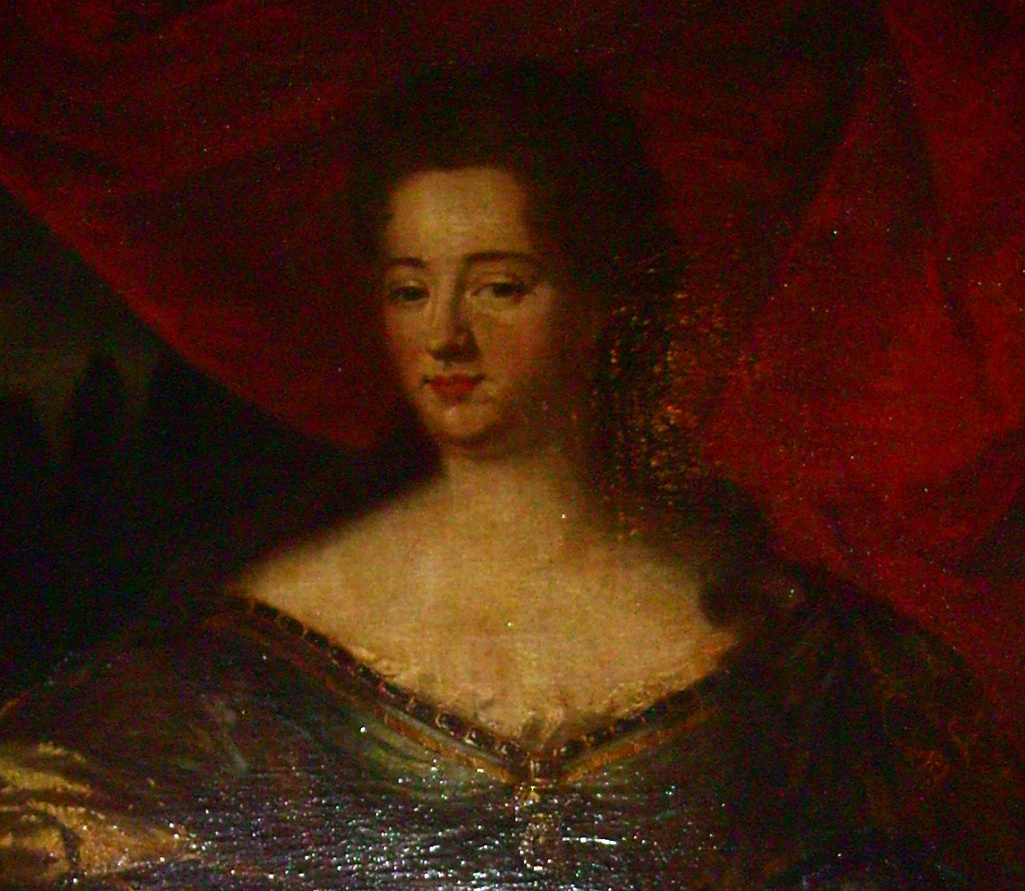
Gertrud von Plettenberg

Ernst von Bayern war Mathematik, Astronomie, Astrologie und Alchemie zugetan und hat die Malerei und die Musik gefördert. Er war ein Förderer der 1589 bis 1591 in Basel erschienenen Paracelsus-Werkausgabe von Johann Huser (der auch einer seiner Räte und Leibarzt war). Seine eigene Lebensführung entsprach kaum dem strengen Ideal der Gegenreformation. Zeiten leidenschaftlichen Ungestüms wechselten mit schlaffer Trägheit ab. Er war unfähig, seine privaten Vorlieben zu zügeln. Zu einem ausschweifenden Lebenswandel gehörte die Neigung zu gutem Essen, zur Jagd und zu Liebesaffären. Ernst lebte mit Gertrud von Plettenberg zusammen, für die er in seiner Arnsberger (Neben-)Residenz das Palais Landsberger Hof errichten ließ. Im Jahr 1595 zog er ihretwegen ganz nach Arnsberg. Zusammen mit ihr hatte er einen Sohn, Wilhelm von Bayern, der später die kirchliche Laufbahn einschlug und Fürstabt der Klöster Stablo und Malmedy wurde.

## Machtbegrenzung
Im Jahr seiner Übersiedlung nach Arnsberg wurde dem Kurfürsten sein Neffe Ferdinand von Bayern als Koadjutor zur Seite gestellt. Ernst zog sich darauf fast aus allen Regierungsgeschäften zurück, behielt sich allerdings seine Rechte als Kurfürst in Reichssachen vor und übte diese auch weiter aus. War er in den meisten Territorien wenig angesehen, haben ihn die Bewohner des Hochstifts Lüttich als milden Landesherren angesehen.
Ernst starb am 17. Februar 1612 in Arnsberg (Westfalen); beigesetzt wurde er vor der Dreikönigenkapelle im Inneren des Kölner Doms.

## Werke
- Reformatio Ivrisdictionis Ecclesiasticae Archiepiscopalis Cvriae Coloniensis : Iussu Et Authoritate Reverendissimi & Serenissimi Principis ac Domini, D. Ernesti Electi & Confirmati Archiepiscopi Coloniensis … conscripta & aedita. Rasfeldt, Monasterii Westph. 1594 (Digitalisierte Ausgabe der Universitäts- und Landesbibliothek Düsseldorf)